# دیوید رابینوویتز
دیوید لینکلن رابینوویتز (به انگلیسی: David Lincoln Rabinowitz) زادهٔ ۱۹۶۰، پژوهشگری در دانشگاه ییل است. او کاشف چندین جرم آسمانی از جمله اریس، هائومیا و ماکی‌ماکی است.